# Michèle Moulin
Pour les articles homonymes, voir Moulin (homonymie).
Michèle Moulin, née le 13 mars 1946 à Alès et morte le 24 mars 2021 à Montélimar,, est une joueuse de pétanque française. 

## Clubs
- ?-? : Petite Boule Bourguesanne (Ardèche)

## Palmarès

### Séniors

#### Championnats du Monde
Championne du Monde
- Triplette 1994 (avec Nathalie Gelin et Sylvette Innocenti) :  Équipe de France[3]

Finaliste
- Triplette 1996 (avec Nathalie Gelin, Sylvette Innocenti et Christine Saunier) :  Équipe de France[4]